# Liboměřice
Liboměřice là một làng thuộc huyện Chrudim, vùng Pardubický, Cộng hòa Séc.